# Catedral de Rochester
A Catedral de Rochester (em inglês: Rochester Cathedral) ou, oficialmente, Catedral de Cristo e da Bendita Virgem Maria é um templo da Igreja Anglicana localizado em Rochester, na Inglaterra.

## História
Foi fundada no início do século VII por Justo de Rochester, um dos missionários que acompanhou Santo Agostinho de Cantuária para converter os pagãos ingleses ao Cristianismo, mas o edifício e as propriedades que lhe haviam sido concedidas foram devastados na conquista de Guilherme, Duque da Normandia em 1066.
Somente quando Gundulfo assumiu o bispado é que se iniciou a reconstrução. O novo edifício foi consagrado em 1130, mas no mesmo dia irrompeu um incêndio que destruiu quase toda a cidade no entorno e danificou seriamente a catedral. Restaurada, novamente sofreu danos em 1137 e 1179 pelo fogo, e em 1215 e 1264 foi saqueada.
Uma importante doação permitiu que fosse recuperada em 1343. No século XVI, durante a Dissolução dos Mosteiros no reinado de Henrique VIII, a catedral foi confiscada pela coroa e teve seus tesouros removidos, entrando em decadência. No século XIX foi restaurada.